# 美国国际开发金融公司
美国国际开发金融公司（英語：U.S. International Development Finance Corporation）是美国联邦政府的开发金融机构，主要负责提为中低收入国家私人发展项目提供融资。该独立机构于2018年10月5日获得首次授权，并于2019年12月20日通过将海外私人投资公司与美国国际开发署的发展信贷管理局以及几个较小的办事处和基金合并而成立。现任首席执行官为亚当·博勒。
除了巩固美国的国外发展援助业务外，国际开发金融公司还获得了大为扩展的贷款授权。其600亿美元的总体贷款能力是其前身机构的两倍以上。国际开发金融公司主要为美国企业在较低收入国家的开发项目提供贷款，贷款担保和保险。与海外私人投资公司一样，国际开发金融公司主要通过其运营期间收取的费用和利息筹集资金。